# Karl Schmalhofer

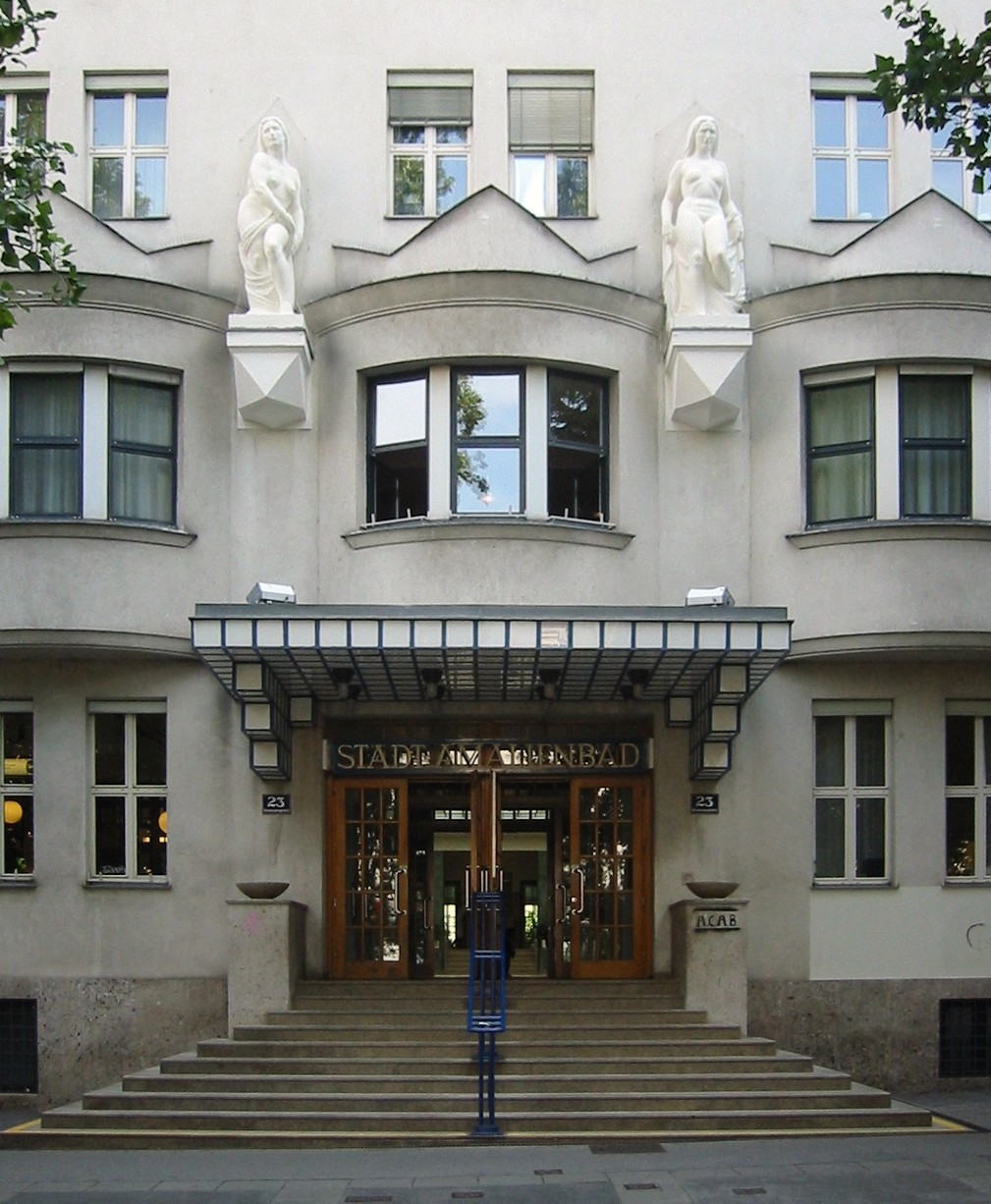
Amalienbad (1923–1926) von Karl Schmalhofer

Karl Schmalhofer (* 24. November 1871 in Wien; † 10. Juni 1960 ebenda) war ein österreichischer Architekt.

## Leben
Der aus bescheidenen Verhältnissen stammende Schmalhofer besuchte die Staatsgewerbeschule in Wien, die er 1891 abschloss. Da ihm die Mittel zum Studium fehlten, begann er zunächst als Zeichner im Büro der Architekten Hans Miksch und Julian Niedzielski, bei denen er einige Arbeiten für das Innenministerium  durchführen konnte. Von 1895 studierte Schmalhofer dann doch an der Akademie der bildenden Künste Wien bei Victor Luntz bis 1898. In den folgenden 10 Jahren war er bei verschiedenen Architekturbüros tätig, darunter bei Carl Holzmann. 1908 erhielt Karl Schmalhofer eine Anstellung beim Wiener Stadtbauamt, bei dem er bis zu seiner Versetzung in den Ruhestand als Oberstadtbaurat im Jahre 1934 blieb. Er wurde am Ottakringer Friedhof bestattet.

## Bedeutung
Karl Schmalhofer ist neben Karl Ehn einer der wichtigsten Architekten im Wiener Stadtbauamt der Zwischenkriegszeit. Er schuf in dieser Funktion mehrere große Volkswohnungspaläste genannte kommunale Wohnbauten und das als sein bekanntestes Werk geltende Amalienbad. Stilistisch besitzen seine Bauten romantisch-kubistische Merkmale, ehe auch er in den 1930er Jahren zu einer funktionellen Schlichtheit in der Gestaltung fand.

## Werke
- Erdberger-Hof, Drorygasse 19–23, Wien 3 (1921–1923)
- Amalienbad, Reumannplatz 9, Wien 10 (1923–1926), zusammen mit Otto Nadel
- Beer-Hof, Wehlistraße 72–86, Wien 20 (1925), zusammen mit Wilhelm Peterle
- Wohnhausanlage der Gemeinde Wien, Kaiserebersdorfer Straße 2, Wien 11 (1926)
- Franz-Schuhmeier-Hof, Pfenninggeldgasse 8–12, Wien 16 (1926–1927), zusammen mit Gottlieb Michael
- Johann-Mithlinger-Siedlung, Neilreichgasse 100–106, Wien 10 (1929–1931)
- Wohnhausanlage der Gemeinde Wien, Pramergasse 30, Wien 9 (1929–1930)
- Am Laaer Berg, Theodor-Sickel-Gasse 14–20, Wien 10 (1930–1931)
- Wohnhausanlage der Gemeinde Wien, Obere Augartenstraße 12–14, Wien 2 (1931)
- Wohnhausanlage der Gemeinde Wien, Landwehrstraße 5, Wien 11 (1931–1932)
- Wohnhausanlage der Gemeinde Wien, Schelleingasse 27–29, Wien 4 (1932)
- Wohnhausanlage der Gemeinde Wien, Odoakergasse 10–18, Wien 16 (1933)